# Boltzmannov faktor
Boltzmannov faktor je v fiziki utežni faktor, ki določa relativno verjetnost stanja i sistema z več stanji v ravnovesnem stanju pri temperaturi T:
{\displaystyle e^{-\beta E_{i}}=e^{-{\frac {E_{i}}{k_{B}\,T}}}\!\,,}
kjer je {\displaystyle E_{i}} energija stanja i, {\displaystyle k_{B}} Boltzmannova konstanta, {\displaystyle \beta =1/(k_{B}T)} pa inverzna temperatura. Razmerje dveh verjetnosti dveh stanj je dano z razmerjem njunih Boltzmannovih faktorjev.
Boltzmannov faktor ni sam po sebi verjetnost, saj ni normaliziran. Boltzmannov faktor se normalizira v verjetnost z deljenjem vsote Z vseh Boltzmannovih faktorjev vseh možnih stanj sistema, ki se imenuje statistična vsota ali particijska funkcija. To da Boltzmannovo porazdelitev.
Iz Boltzmannovega faktorja je moč izpeljati Maxwell-Boltzmannovo, Bose-Einsteinovo in Fermi-Diracovo statistiko, ki opisujejo klasične delce, kakor tudi kvantnomehansko bozone in fermione.